# Inescapable (film, 2012)
Pour les articles homonymes, voir Inescapable.
Pour plus de détails, voir Fiche technique et Distribution.
Inescapable est un film canadien, sorti en 2012.

## Fiche technique
- Titre : Inescapable
- Réalisation : Ruba Nadda
- Scénario : Ruba Nadda
- Pays d'origine : Canada
- Genre : thriller
- Date de sortie : 2012

## Distribution
- Alexander Siddig : Adib Abdul-Kareem
- Marisa Tomei : Fatima
- Joshua Jackson : Paul Ridge
- Oded Fehr : Sayid Abd Al-Aziz
- Danny Keough (en) : Detlev Ivanov
- Saad Siddiqui : Halim
- Hrant Alianak : Ali Homs
- Carl Beukes : Peter